# Blanco sobre blanco
Blanco sobre blanco es una pintura abstracta de óleo sobre lienzo de Kazimir Malevich. Es uno de los ejemplos más conocidos del suprematismo. Fue pintado un año después de la Revolución de Octubre.

## Características
Pertenece a la serie "Blanco sobre blanco" iniciado por Malevich en 1916. Representa un cuadrado blanco, retratado fuera del centro y en ángulo sobre un suelo que es también un cuadrado blanco de un tono ligeramente más cálido. 
Malevich prescinde de la mayoría de las características del arte representacional, sin sentido de color, profundidad o volumen, dejando una simple forma geométrica monocromática, asimétrica, con límites definidos imprecisamente. Aunque está despojada de detalles, las pinceladas son evidentes. Malevich pretendía que la pintura evocara una sensación de flotar, con el color blanco simbolizando el infinito, y la ligera inclinación de la plaza sugiere el movimiento.
Malevich llevó la obra a Berlín en 1927, donde fue exhibido en la Große Berliner Austellung. Cuando volvió a Leningrado más tarde ese año, Malevich lo dejó con el arquitecto Hugo Häring; En 1930 lo transmitió a Alexander Dorner, director del Museo Provincial de Hannover, que lo puso en almacén después de que el partido nazi llegó al poder en 1933. Malevich no pidió que se devolviera el trabajo y murió en 1935 sin dejar instrucciones sobre la herencia de su patrimonio. Fue exhibido en el Museo de Arte Moderno de Nueva York en 1935, y añadido a la colección en 1963. La adquisición fue confirmada por el estado de Kazimir Malevich en 1999, usando fondos del legado de la señora John Hay Whitney.